# Euryblema
Euryblema – rodzaj roślin z rodziny storczykowatych (Orchidaceae). Obejmuje dwa gatunki występujące w Ameryce Południowej i Środkowej – w Kolumbii i Panamie.

## Systematyka
Rodzaj sklasyfikowany do podplemienia Zygopetalinae w plemieniu Cymbidieae, podrodzina epidendronowe (Epidendroideae), rodzina storczykowate (Orchidaceae), rząd szparagowce (Asparagales) w obrębie roślin jednoliściennych.
Wykaz gatunków
- Euryblema anatonum (Dressler) Dressler
- Euryblema andreae (P.Ortiz) Dressler